# Microcaecilia taylori
Microcaecilia taylori é uma espécie de anfíbio gimnofiono da família Caeciliidae. É endémica do Suriname